# 進垣リナ
進垣 リナ（しんがき リナ、1988年11月23日 - ）は、日本の元女子プロレスラー、現2AWスタッフ。

## 略歴
2018年4月22日、後楽園ホール大会で同期の対笹村あやめ戦でデビュー。
4月30日、Blue Field大会でデビュー第2戦の対バンビ戦が行われた。
5月9日、アイスリボンの道場「レッスル武闘館」で行われたテキーラ沙弥プロデュース興行「P's Party」に参戦し雪妃真矢&つくし組と対戦。パートナーは尾崎妹加）。これが他団体初参戦となる。以降は「P's Party」レギュラーとなり、6月6日の大会ではつくしとシングルマッチで対戦。
6月に入り、練習中に脳震盪を起こしたため、大事を取り6月10日以降の試合を無期限欠場。会場には来場しており、ファンクラブ会員限定写真撮影会には参加している。
11月13日、地元鹿児島での凱旋興行を実施。
2021年4月29日、「GRAND SLAM in 2AWスクエア」にて2021年11月23日をもって引退することを発表した。
11月23日、2AW主催「進垣リナ引退興行」（会場：2AWスクエア）で、デビュー戦の相手である笹村あやめ相手にシングルマッチを行い引退。引退後は2AWにスタッフとして勤務している。

## 人物
レスラーとしては遅いデビューとなったが、もともとブラジリアン柔術を行っており、手足が長いのが特徴。得意技も各種関節技となっている。
ニックネームは「ガッキー」。好きな食べ物は焼きそば、たこ焼き。嫌いな食べ物はプリン、辛いもの全般。
一点集中の理にかなったプロレスに憧れを抱き、K-DOJOの門を叩いた。女子はもちろん男性にも負けないプロレスラーを理想とする。

## 得意技
- アームロック
- 脇固め
- キドクラッチ
- SBTロック
- SBTロック2